# كاين آند لينش 2: دوغ دايز
 كاين آند لينش 2: دوغ دايز (بالإنجليزية: Kane & Lynch 2: Dog Days)‏  هي لعبة من نوع تصويب منظور الشخص الثالث. صدرت في عام 2010 و هي تكلمة للعبة كاين آند لينش: ديد من . اللعبة متوفرة على ويندوز ، بلاي ستيشن 3 ، إكس بوكس 360. اللعبة من تطوير آي أو إنتراكتيف و نيكسس سوفتوير (Nixxes Software) و نشر شركة إيدوس إنترأكتيف. أعلن عنها في نوفمبر 2009 ، و وصفت بأنها لعبة ذات نمط بصري جديد مستوحى من الأفلام الوثائقية . وفقا للبيان الصحفي عن اللعبة "لقد تم تصميم كل جانب من جوانب اللعبة لتقديم منظور جديد لكلمة " الواقعية " . وهذا يشمل أيضا نمط جديد للصوت ، فبدلا من الاكتفاء باستخدام موسيقى داخل اللعبة تم استخدام ضوضاء متولدة من مدينة حقيقية .

## روابط خارجية
- كاين آند لينش 2: دوغ دايز على موقع IMDb (الإنجليزية)